# 多遗子藻科
多遗子藻科（学名：Polyidaceae）为杉藻目的一个科。

## 下级分类
本科包括以下属：
- 多遗子藻属 Polyides C.Agardh, 1822
- 赤盾藻属 Stenopeltis